# Дмитриевский, Алексей Афанасьевич
Алексей Афанасьевич Дмитриевский (11 (23) марта 1856 — 10 августа 1929) — русский византинист, историк Церкви; профессор по кафедре церковной археологии и литургики в Киевской духовной академии, Почётный член Императорского Православного Палестинского Общества.

## Биография
Родился 11 марта 1856 года в Астраханской губернии; окончил Астраханскую духовную семинарию, затем в 1878 году поступил в Казанскую духовную академию. В 1882 году назначен преподавателем гомилетики и литургики в Самарскую духовную семинарию, однако по ходатайству ректора академии протоиерея Александра Владимирского был оставлен на кафедре литургики у профессора Н. Ф. Красносельцева.
В декабре 1883 года получил степень магистра за диссертацию «Богослужение в Русской Церкви в XVI веке. Часть первая. Службы круга седмичного и годичного и чинопоследования таинств», которую Красносельцев оценивал как «весьма солидный вклад в науку археологии вообще и археологии православного Богослужения, в частности».
13 марта 1884 года получил кафедру литургики и церковной археологии в Киевской духовной академии, где преподавал до 1907 года. С 1884 года читал лекции по церковной археологии и литургике.
Летом 1886 года отправился на Восток и несколько месяцев занимался изучением богослужебных рукописей на Афоне (всего описал 38 типиконов и более 100 других богослужебных рукописей). В 1888 году работал в библиотеке Синайского монастыря с рукописями и иконами (всего описал более 500 икон). В 1889, 1891, 1893 и 1898 годах он вновь посетил Иерусалим, Афон, а также Константинополь, Афины, Италию.
В 1895 году вышла в свет докторская диссертация «Описание литургических рукописей, хранящихся в библиотеках Православного Востока. Том 1. Часть 1. Памятники патриарших Уставов и ктиторские монастырские Типиконы». В 1896 году был удостоен степени доктора церковной истории.
В Киевской духовной академии создал литургическую школу. В журнале «Труды Киевской духовной академии» за 1886—1907 годы опубликовал 44 отзыва о сочинениях студентов. Один из его учеников, Н. Д. Успенский, писал:

«Это был не только выдающийся учёный, исследователь и талантливый лектор, но и прекрасный педагог, умевший пробудить у своих учеников любовь к труду и науке».

В 1906 году уехал в Петербург работать в Предсоборном Присутствии; по поручению Святейшего Синода, участвовал в Комиссии по исправлению славянского текста богослужебных книг; принял деятельное участие в занятиях Императорского Православного Палестинского Общества (ИППО). В 1907 году был избран секретарём последнего — по выбору председателя ИППО великой княгини Елисаветы Феодоровны и по рекомендации вице-председателя ИППО Николая Аничкова. В ноябре 1907 года, получив звание заслуженного профессора и пенсию, оставил преподавание в КДА.
В 1918 году, не принявший уклона в деятельности Палестинского Общества в научный аспект, прекратил в нём свою работу, но продолжая поддерживать контакты с его членами, переехал в Астрахань, где получил кафедру греческого языка в недавно открытом университете, а в 1919 году был избран проректором.
В 1922 году был арестован по обвинению в противодействии изъятию церковных ценностей, основанием для чего послужил поданный им в комиссию протест против изъятия предметов церковной утвари XVII—XVIII веков; был осуждён на год условно и выпущен на свободу в октябре того же года.
В январе 1923 года, после закрытия Астраханского университета, возвратился в Петроград, где поселился в части своей прежней квартиры в доме, некогда принадлежавшем ИППО (Мытнинская ул., д. 10, кв. 10) и пытался устроиться на работу в Палестинское Общество, но все ставки были заняты. Участвовал в работе Русско-византийской комиссии при Академии наук.
С осени 1923 года читал лекции по литургике на Богословских курсах в Петрограде (с середины 1925 года Высшие Богословские курсы; закрыты в августе 1928 года).
Скончался 10 августа 1929 года; погребён на братском кладбище Александро-Невской Лавры.

## Признание
За свои капитальные труды и издания литургических текстов Дмитриевский был избран почетным членом всех четырёх Духовных Академий. В 1903 году его избрали членом-корреспондентом Академии наук по Отделению русского языка и словесности, а в 1923 году — членом Славянской комиссии Академии наук.

## Труды
Архив А. А. Дмитриевского хранится в Российской национальной библиотеке в Санкт-Петербурге, фонд 253, другая часть материалов находится в Архиве Академии наук, фонд 214.
- «Богослужение в русской церкви в XVI в. Часть I. Службы круга седьмичного и годичного и чинопоследования таинств» (Казань, 1884, магистерская диссертация);
- «Путешествие по Востоку и его научные результаты» (Киев, 1890);
- «Современное богослужение на православном Востоке» вып. 1, (Киев, 1891);
- «Древнеиудейская синагога и её богослужебные формы в отношении к древнехристианскому храму и его богослужебным формам» (Казань, 1893);
- «Патмосские очерки. Из поездки на остров Патмос летом 1891 г.» (Киев, 1894);
- «Евхологион IV века Сарапиона, епископа тмуитского» (Киев, 1894);
- «Описание литургических рукописей, хранящихся в библиотеках православного Востока» (т. I, Киев, 1895; т. II, ib., 1901) ;
- «Православное русское паломничество на Запад (в Бар-град и Рим) и его насущные нужды» (Киев, 1897);
- «Архиепископ елассонский Арсений и мемуары его из русской истории» (Киев, 1899);
- Требник и её значение в жизни православного христианина" (Киев, 1902).
- «Граф Н. П. Игнатьев, как церковно-политический деятель на православном Востоке», Спб. 1909.
- Дмитриевский А. А. Исправление книг при патриархе Никоне и последующих патриархах / Подготовка текста и публикация А. Г. Кравецкого; Отв. ред. В. В. Калугин. — М.: Языки славянской культуры, 2004. — 160 с. — (Studia philologica: Series minor). — ISBN 5-94457-130-6.
  - Желтов М. С., диакон. Рецензия на книгу: Дмитриевский А. А. Исправление книг при патриархе Никоне и последующих патриархах / Подготовка текста и публикация А. Г. Кравецкого. М., 2004. 160 с. // Вестник Православного Свято-Тихоновского гуманитарного университета. Серия 1: Богословие. Философия. Религиоведение. 2005. № 14. С 191—195.
- Дмитриевский А. А. Лекции по литургике. Ч. 1: Курсы лекций, прочитанные студентам Казанской духовной академии в 1882—1884 гг. / изд. подг. С. Ю. Акишин, диак. А. В . Щепёткин. Екатеринбург: Екатеринбургская духовная семинария, 2016. 610 с.: цв. ил. (Источники и исследования по истории русской богословской науки; кн. 1)
- «Великая суббота в святогробском храме.»
- «5-е сентября. Служба (Иная) святаго пророка Захарии и святыя праведныя Елизаветы.»
- «Вечерние молитвы.»
- «Вечерня в первый день Пасхи накануне праздника Благовещения Пресвятыя Богородицы.»
- «Ὁ ἅγιος φοῦρνος»
- «Время совершения литургии в первый день Пасхи»
- «Вынос Плащаницы и Евангелия на утрени в Великую субботу и хождение с ними кругом храма»
- «Вынос Плащаницы на вечерне в Великий пяток»
- «Выход священнослужителей на средину храма пред Плащаницу для пения „непорочных“ в Великую субботу на утрени»
- «Епископ Порфирий Успенский, как инициатор и организатор первой духовной миссии в Иерусалиме, и его заслуги на пользу православия и в деле изучения христианского востока.»
- «Историко-археологические сведения о знаках отличий, жалуемых священным лицам черного и белого духовенства.»
- «Кто виноват. (К вопросу о причинах разнообразия богослужебных чинов и последований в наших старинных церковно-богослужебных книгах)»
- «Лазарево воскресение и неделя ваий в Иерусалиме»
- «Митра. (Историко-археологический очерк)»
- «Чин скрывания новобрачных»
- «Чтение евангелий на шестой и в первые три дня Страстной седмиц»
- «Что такое κανὼν τῆς ψαλμωδίας, так нередко упоминаемый в жизнеописании препод. Саввы Освященного»
- «Чтение евангелия в первый день Пасхи на разных языках и обряды, сопровождающие это чтение»
- «Начальник русской духовной миссии в Иерусалиме архимандрит Антонин (Капустин), как деятель на пользу православия на Востоке и в частности в Палестине»
- «Недоумение по поводу недоумений. Ответ анонимному рецензенту»
- «Недоумение по поводу недоумений, ответ второй и последний анонимному рецензенту»
- «В честь какой иконы Казанской Божией Матери установлен праздник 22 Октября»
- «Начало утрени в первый день Пасхи и крестный ход кругом храма пред этим началом»
- «Древнеиудейская синагога и ее богослужебные формы в отношении к древнехристианскому храму и его богослужебным формам»
- «Архиерейские митры (Археологический этюд)»
- «Древнейший Хиландарский Синаксарь по уставу Иерусалимскому (Ответ академику В. И. Ягичу)»
- «Книга Требник и ее значение в жизни православного христианина (По поводу новейших воззрений на эту книгу)»
- «Новгородские шапки — митры»
- «Ночь под Рождество Христово в Иерусалиме в 1887 году (Из впечатлений очевидца)»
- «О стихире „Видехом свет истинный“ в чинах литургий св. Иоанна Златоуста и св. Василия Великого»
- «Праздник в честь Покрова Пресвятой Богородицы и величание для него»
- «Произвольное отожествление иерейской епитрахили с архиерейским омофором»
- «Снятие св. Плащаницы с престола в день отдания св. Пасхи и обряды, совершаемые при этом в Малороссии»
- Книги Дмитриевского в РГБ.
- Труды А. А. Дмитриевского на сайте Тверской епархии
- Торжество православия в первую неделю великого поста в Киеве и в Малой России в конце ХVII и в начале XVIII столетия
- Утренние молитвы
- Что такое κανὼν τῆς ψαλμωδίας, так нередко упоминаемый в жизнеописании прп. Саввы Освященного
- Церковные торжества в дни великих праздников на православном Востоке (Очерки, заметки, наблюдения и впечатления). Ч. 1.
- Церковные торжества в дни великих праздников на православном Востоке (Очерки, заметки, наблюдения и впечатления). Ч. 2.
- «Церковный устав (типик), его образование и судьба в греческой и русской церкви». Сочинение профессора И. Мансветова